# Chrysometa sztolcmani
Chrysometa sztolcmani este o specie de păianjeni din genul Chrysometa, familia Tetragnathidae, descrisă de Lévi, 1986.
Este endemică în Peru. Conform Catalogue of Life specia Chrysometa sztolcmani nu are subspecii cunoscute.